# مزمبلا
مزمبلا (به لاتین: Mzembela) یک منطقهٔ مسکونی در مالاوی است که در بخش سالیما واقع شده‌است.